# T Aurigae
T Aurigae eller Nova Aurigae 1891 var en ljusstark nova i stjärnbilden Kusken som nådde ett maximum i februari 1891, då dess magnitud var ungefär +4. Avklingandet skedde med en takt av 3 magnituder på ungefär 100 dygn. Dess ljusstyrka idag är +15,5.
Den upptäcktes av en skotsk amatörastronom, Thomas David Anderson, den 1 februari 1891, flera månader efter sitt maximum.    Anderson skulle senare upptäcka även Nova Persei 1901.